# Огрський район
Оґрський район (латис. Ogres rajons) розташований за 34 км на схід від міста Рига. Район межує з Ризьким, Бауським, Цесіським, Айзкраукльським, Мадонським районами Латвії.
Адміністративний центр району — місто Оґре.
Площа району — 1 843 200 га.